# Pala (Kõue)
Pala – wieś w Estonii, w prowincji Harju, w gminie Kõue.